# Piscataway jezik
Piscataway jezik (ISO 639-3: psy; isto i Conoy, Nanticoke-Piscataway, Nanticoke-Conoy), jezik Conoy ili Piscataway Indijanaca između rijeka Potomac i zaljeva Chesapeake, na području savezne američke države Maryland i distrikta Columbia.
Pripadao je algonkijskoj jezičnoj porodici

## Vanjske poveznice
- Ethnologue (14th)
- Ethnologue (15th)
- The Nanticoke-Conoy Language